# Eiko Koike
Pour les articles homonymes, voir Eiko (homonymie) et Koike.
Eiko Koike (小池栄子, Koike Eiko), née le 20 novembre 1980 à Tokyo, est une actrice, commentatrice de combat libre et idole japonaise (アイドル, aidoru).

## Biographie
Elle a débuté comme pin-up avant de faire de la télévision et du cinéma. Entre 2002 et 2006, elle a été commentatrice et porte-parole pour l'organisation japonaise de MMA Pride Fighting Championships.

### Vie privée
Le 29 août 2007, elle a épousé le lutteur professionnel Wataru Sakata.

## Filmographie partielle

### Au cinéma
- 2002 : 2LDK
- 2004 : Kamikaze Girls (下妻物語, Shimotsuma monogatari?) de Tetsuya Nakashima : Akimi
- 2005 : Yaji and Kita: The Midnight Pilgrims
- 2007 : The Kiss
- 2008 : Paco and the Magical Book
- 2009 : 20th Century Boys
- 2009 : La Fille aux lingots d'or (わたし出すわ, Watashi dasu wa?) de Yoshimitsu Morita
- 2010 : Vengeance Can Wait
- 2010 : No Longer Human
- 2011 : Rebirth
- 2011 : Railways
- 2012 : Liar Game: Reborn
- 2012 : A Chorus of Angels
- 2012 : Shokuzai : Maki Shinohara (adulte)
- 2013 : Unforgiven (許されざる者, Yurusarezaru mono?) de Lee Sang-il : Okaji
- 2013 : Legal High
- 2016 : Terra Formars
- 2018 : Soratobu taiya (空飛ぶタイヤ?) de Katsuhide Motoki
- 2019 : Kioku ni gozaimasen
- 2021 : Rendez-vous à Tokyo (ちょっと思い出しただけ, Chotto omoidashita dake?) de Daigo Matsui (ja)

### À la télévision
- 2009 : Smile (スマイル, Sumairu?)